# Casa de Zlatonosović

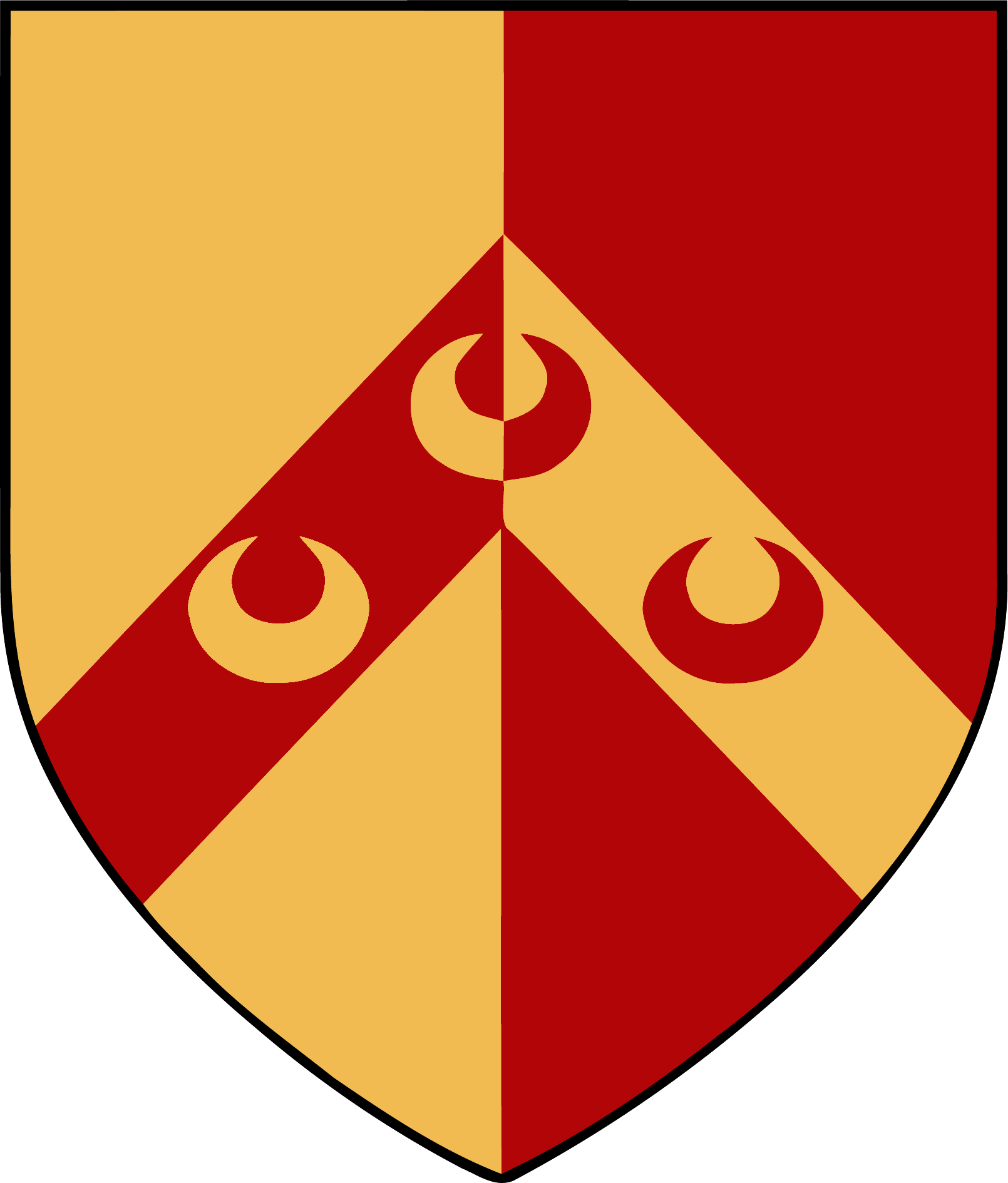
Escudo de armas de la Casa de Zlatonosović, según los Armoriales ilirios.

La casa de Zlatonosović fue una importante casa nobiliaria medieval bosnia del noreste del país.

## Historia
La familia fue documentada por primera vez en 1389. Se aliaron con los nobles bosnios Sandalj Hranić y Radoslav Pavlović en 1427, cuando el rey Esteban Tvrtko II se sometió a la soberanía húngara al reconocer a Armando II de Celje como su heredero presuntivo y casarse con Dorotea Garai. Durante el conflicto entre Tvrtko II y el gobernante serbio Đurađ Branković, se aliaron con Serbia y conquistaron la región de Zvornik. En 1430, Tvrtko II derrotó a Pavle Zlatonosović y reincorporó sus territorios a su reino. La derrota de Zlatonosović marcó la última mención de la familia en los registros históricos.

## Miembros
- Vukmir
- Vukašin
- Pavle